# Reciclagem de alumínio

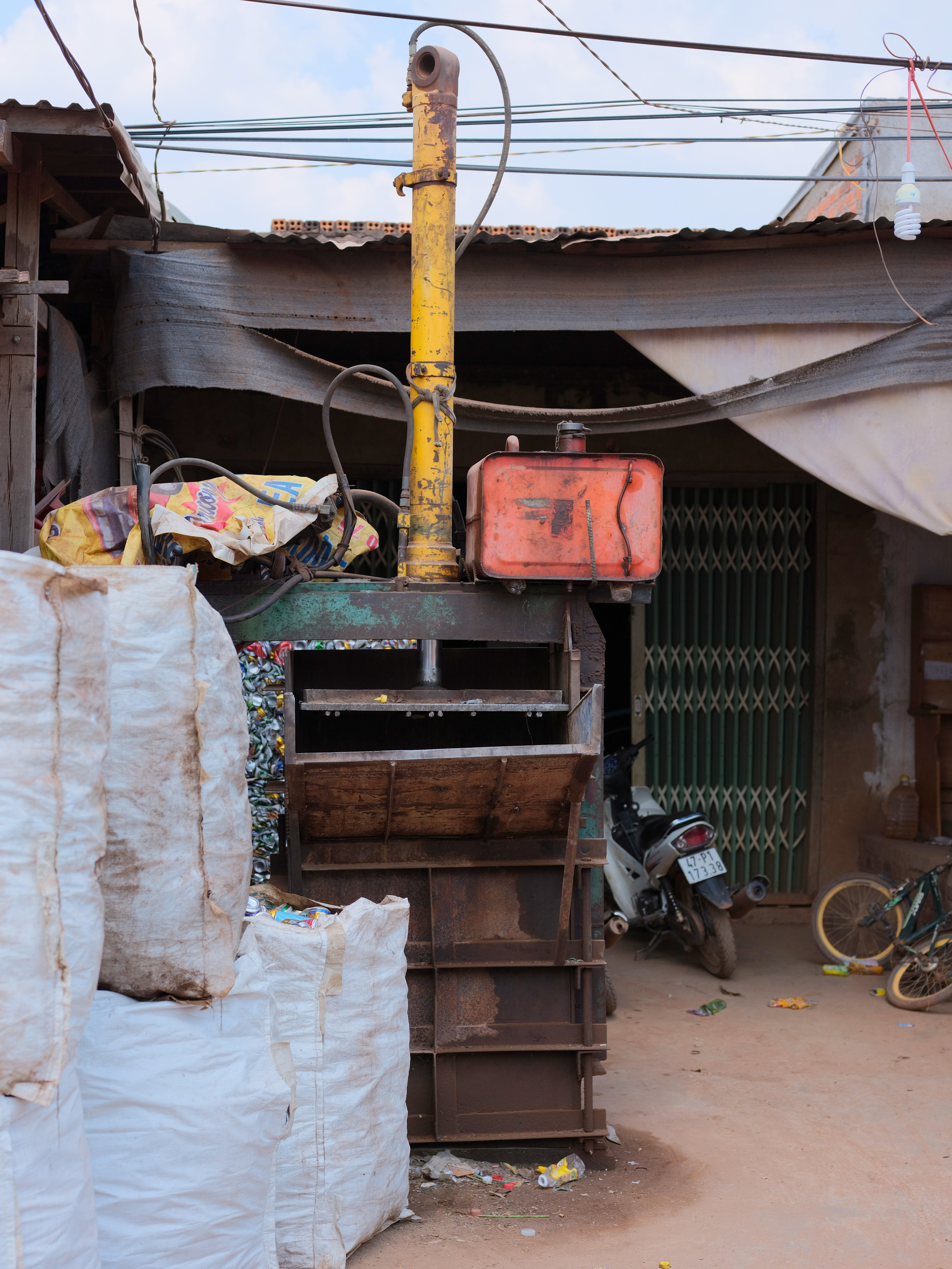
Prensa usada na reciclagem de alumínio, no Vietnam.

A reciclagem do alumínio é o processo pelo qual o alumínio pode ser reutilizado em determinados produtos, após ter sido inicialmente produzido. O processo resume-se no derretimento do metal, o que é muito menos dispendioso e consome muito menos energia do minério do que produzir o alumínio. A produção de alumínio pela reciclagem de metal consume 95% menos energia do que a produção de alumínio a partir de minério de bauxita. Por exemplo, a bauxita consume 15,613 Mw/hora por tonelada mas a sucata de alumínio consume 0,7069 Mw/hora por tonelada. Assim, tanto para o desenvolvimento mais sustentável, quanto para a economizar a gaste para fins lucrativas, a reciclagem de alumínio é importante. 